# 截额镜蟹
截额镜蟹（学名：Catoptrus truncatifrons）为梭子蟹科镜蟹属的动物。在中国大陆，分布于西沙群岛等地，多栖息于海水。